# Kůstrý
Kůstrý (845 m) je vrch v Mladotické vrchovině v Šumavském podhůří mezi vesnicemi Zálesí, Víska (do jejíhož katastru náleží), Lhota pod Kůstrým a Maleč.

## Geomorfologie a geologie
Kůstrý je sukem na hřbetu vybíhajícím z Javorníku ve tvaru kupy protažené ve směru SZ – JV a vytvářející dvojvrchol. Z vrcholů vzdálených od sebe zhruba 300 m je hlavním severozápadní vrchol označovaný jako Altán s výškou 845 m (resp. 844,9 m), jihovýchodní vrchol s výškou přes 838 m je vrcholem vedlejším, na některých mapách uváděná výška 837 m se vztahuje k trigonometrickému bodu. Jsou to druhý a třetí nejvyšší vrchol okresu Strakonice. Ve vrcholové části vystupují menší skaliska a suťové proudy z moldanubických migmatitů a rul.

## Stavby na vrcholu
Na vrcholku kopce stávala v 60. letech 20. století dřevěná, pětiposchoďová triangulační věž.